# Pět dnů v Miláně
Pět dnů v Miláně neboli pět dní milánských (italsky Cinque giornate di Milano) bylo úspěšné lidové povstání proti rakouské vládě v Miláně ve dnech 18.–22. března 1848. Šlo o jeden z prvních velkých projevů „jara národů“ na Apeninském poloostrově a povstáním začala první italská válka za nezávislost. Povstání bylo iniciováno sympatizanty italského sjednocení (risorgimento), mělo za cíl osvobodit Itálii od rakouského vlivu a v jeho čele stáli Gabrio Casati a Carlo Cattaneo. Povstalcům se podařilo dočasně osvobodit Milán od Rakušanů a ustavit prozatímní vládu. Ta kapitulovala 5. srpna téhož roku, kdy se Rakušané do Milána vrátili.

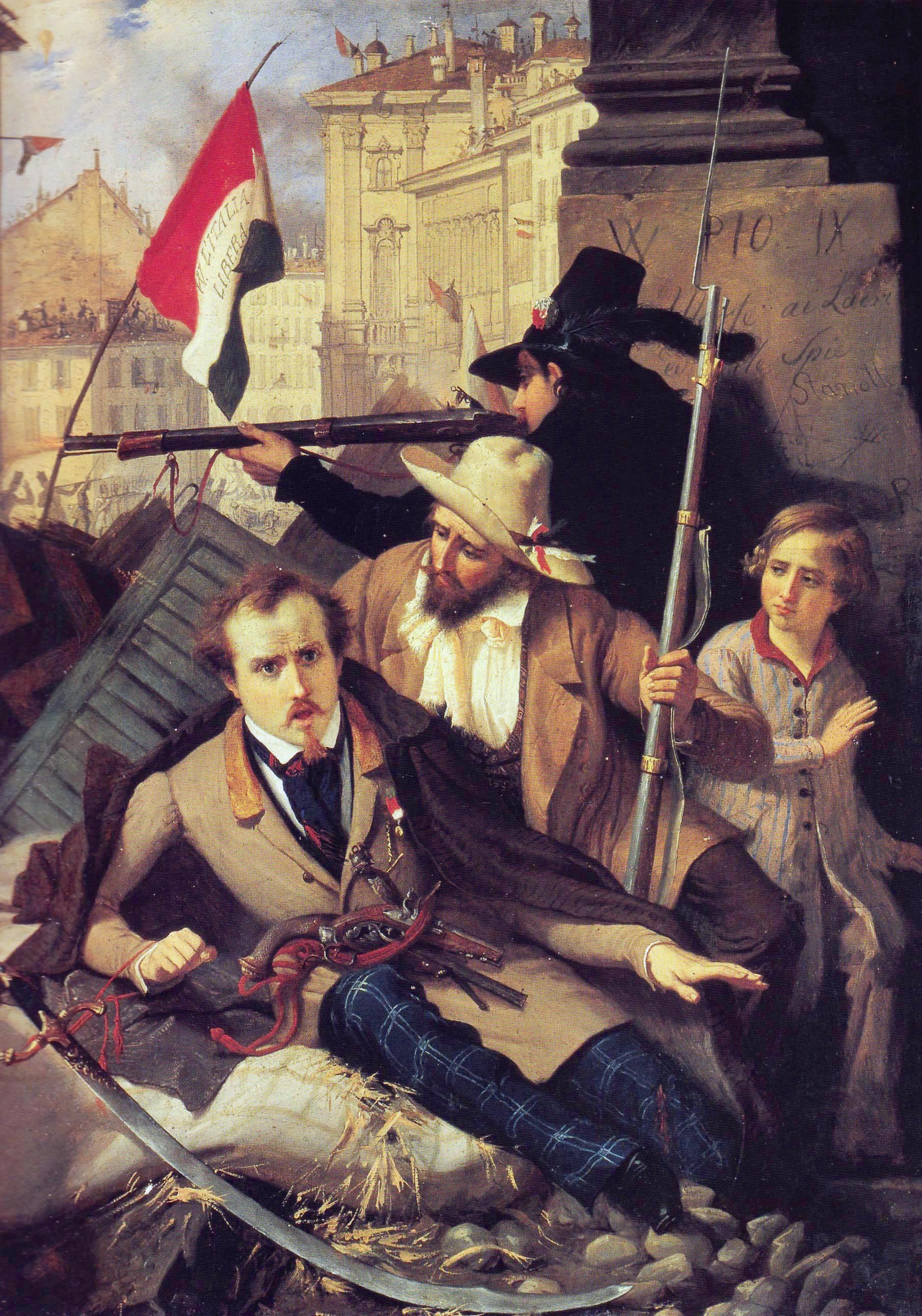
Pět dnů v Miláně (boj o Palazzo Litta), Baldassare Verazzi

Protirakouské nálady se v Miláně začaly projevovat již od samého počátku roku 1848, kdy italské obyvatelstvo začalo bojkotovat loterii a tabákové výrobky, což tehdy byly rakouské státní monopoly. Již v lednu také došlo ke krvavému střetu mezi vojáky maršála Radeckého, který byl vojenským velitelem Milána, a demonstranty, při němž zahynulo pět lidí. Situaci se úřadům podařilo uklidnit, v březnu však lidový odpor vzplál znovu poté, co do Milána přišly zprávy o nepokojích ve Vídni a pádu kancléře Metternicha, k němuž došlo 13. března. Ve stejné době se začali Italové bouřit i v Království lombardsko-benátském.
Italští obyvatelé Milána se 18. března vydali do ulic, stavěli barikády a snažili se získat posily z milánského venkova. I když bylo Radeckého vojsko dobře vybaveno, maršál se obával zůstat obležen ve městě, kde by povstalce mohli posílit další bojovníci přivolaní zvenčí, a proto 22. března večer odtáhl se svými vojáky a s rukojmími z města směrem ke „Quadrilateru“, pevnostnímu systému kolem Mantovy. Během bojů „pěti dnů v Miláně“ zahynulo 181 rakouských vojáků a více než 400 rebelujících Italů.